# Asterodiscides truncatus

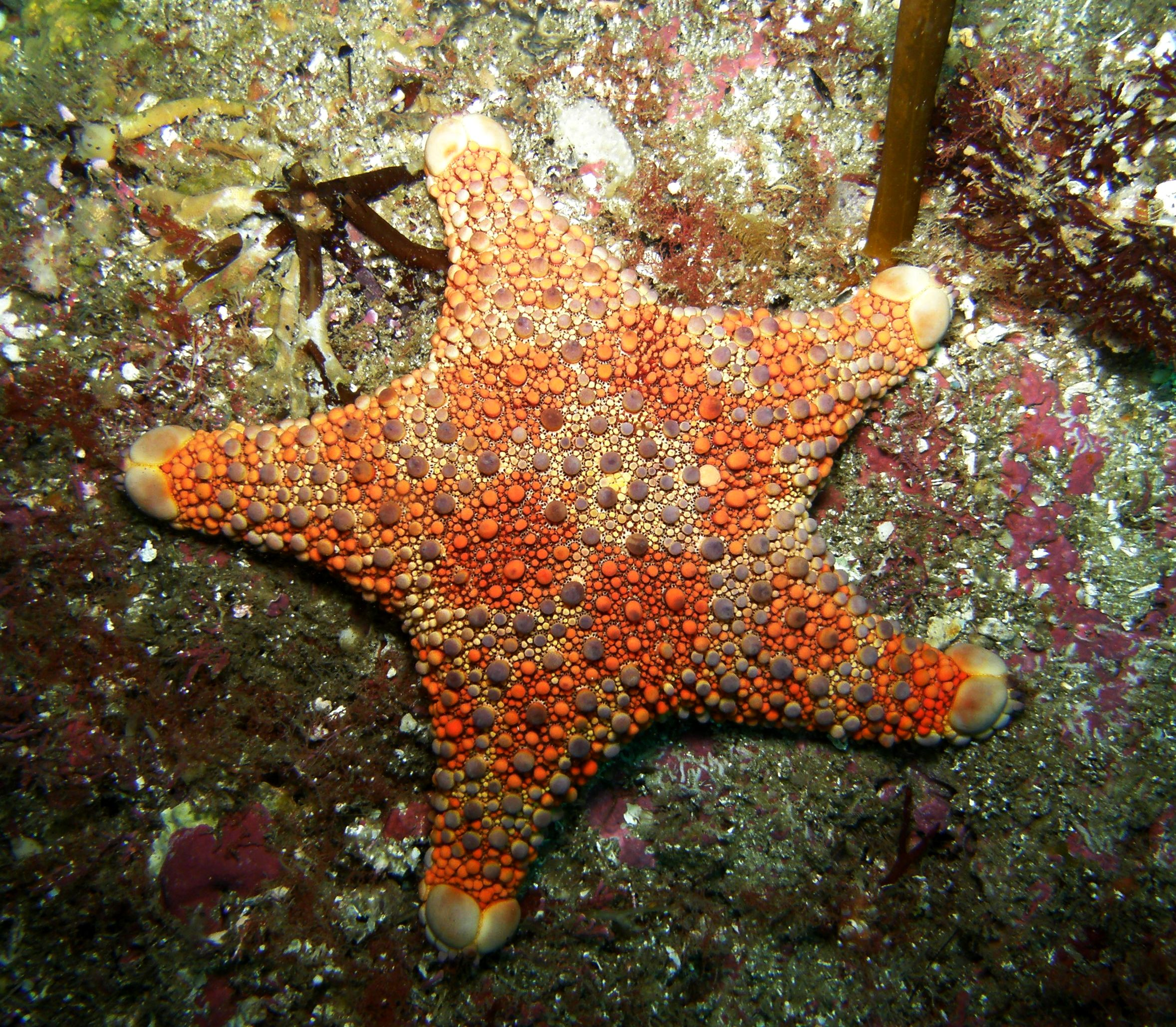
Hình ảnh của..Asterodiscides truncatus.

Asterodiscides truncatus là tên của loài sao biển năm cánh nằm trong họ Asterodiscididae. Nó là loài bản địa của đông và nam Úc, quần đảo Kermadec của New Zealand và một sống núi giữa đại dương tên là Norfolk (sống núi nằm giữa New Zealand và New Caledonia).

## Mô tả
Trên lưng chúng có "vảy" màu sáng, giữa các "vảy" này có những gai màu sáng nằm rải rác. Các "vảy" này ở rìa mỗi cuối cánh thì to. Chân ống của nó nhọn, có giác bám và không hề có gai. Màu sắc và kích thước của các gai thì không giống nhau là màu đỏ, cam và tím. Nhưng các màu lại đi chung với nhau. Tức là ở khu vực này thì các gai có cùng một màu, khu vực kia thì không. Đầu mỗi cánh có một cặp gai lớn.

## Môi trường sống và phân bố
A. truncatus là loài đặc hữu của Úc ở phía đông và nam, chúng còn sinh sống ở phía tây sống núi Norfolk và quần đảo Kermadec. Tại phía nam Úc, chúng sống ở vùng nước sâu đến 120 mét nơi có nhiều đá. Nhưng còn ở New South Wales thì nó lại xuất hiện ở các rạn san hô nông, nhiều đá gần vùng thủy triều lên xuống.

## Sinh thái học
Chúng ăn các loài động vật thân lỗ. Ngoài ra, chúng còn ở trong rừng tảo để ăn các loài động vật khác cũng như là ẩn nấp kẻ thù. Giữa các gai của loài sao biển này, người ta cũng thấy có vài cá thể tôm sống hội sinh trên đó. Các nhà khoa học cũng thấy nó phóng các giao tử của nó vào trong cột nước bằng cách nhấc bổng người lên bằng cánh. Hiện vẫn chưa có nhiều dữ liệu về sinh vật học của loài động vật này.